# 9700 Пех
9700 Пех (9700 Paech) — астероїд головного поясу, відкритий 26 березня 1971 року.
Тіссеранів параметр щодо Юпітера — 3,647.
Названо на честь Вольфґанґа Пеха, німецького інженера-електроніка.